# Kåre Holt

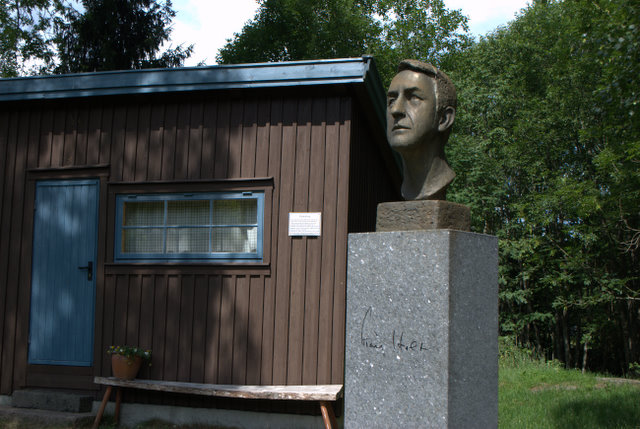
Kåre Holts Schreibstube in Holmestrand

Kåre Holt (* 27. Oktober 1916 in Våle; † 15. März 1997 in Holmestrand) war ein norwegischer Schriftsteller; sein Hauptwerk ist eine historische Romantrilogie über den umstrittenen norwegischen König Sverre.

## Leben und Werk
Kåre Holt entstammte einer Arbeiterfamilie. In seinem 1949 erschienenen Buch Det store veiskillet (Die große Wegscheide) ging er den Gründen nach, warum manche Norweger im Zweiten Weltkrieg Nationalsozialisten und Landesverräter wurden. Die Geschichte wird von drei Personen erzählt, jeweils Variationen desselben Menschen, und zeigt die unterschiedlichen Möglichkeiten eines Werdegangs auf, je nach Erbanlagen oder Milieubedingungen in der Kindheit.
Zur Okkupationsliteratur zählt auch Hevnen hører mig til (Die Rache ist mein, 1953), in dem Holt die seelischen Spannungen, unter welchen die Menschen in Norwegen unter deutscher Besatzung standen, darstellt.

„Die Probleme um Verrat und Rache erscheinen in neuem Licht. Dieser Roman um Mut contra Feigheit, Verrat contra Redlichkeit ist mit der Dichte und Handlungsfülle des Kriminalromans geschrieben.“

Holt wurde besonders durch seine beiden Roman-Trilogien bekannt. Die erste erschien 1956 bis 1960 mit den Titeln Die stolze Niederlage, Sturm unter dem Morgenstern und Aufrührer am Meer und behandelt die Geschichte der norwegischen Arbeiterbewegung, worin er dokumentarisches Material verwendet.
Sein Hauptwerk, die zweite, 1965 bis 1969 herausgekommene und sehr bekannt gewordene Trilogie handelt im Mittelalter. In den Bänden Mannen fra utskjæret (Der Mann von der Außenklippe), Fredløse menn (Friedlose Männer) und Hersker og trell (Herrscher und Sklave) schreibt er über den mächtigen und umstrittenen König Sverre, der von 1177 bis 1202 in Norwegen herrschte.

„Im Bild Sverres enthüllt der Dichter Züge, die Führern zu allen Zeiten gemein sind: Sverre wird Sklave der Bedingungen, die er als Herrscher geschaffen hat – Sklave nicht zuletzt seiner eigenen Herrscherträume.“

Holt schrieb ein in mehreren Sprachen übersetztes Buch über den Wettlauf der Polarforscher Roald Amundsen und Robert Scott zum Südpol (Kappløpet), ferner Romane über den Marinekommandeur Peter Wessel Tordenskiold und über den als „Apostel der Grönländer“ bezeichneten norwegischen Pfarrer Hans Egede sowie 1982 seine Autobiografie. Er wurde vielfach ausgezeichnet; dreimal wurde er für den Literaturpreis des Nordischen Rates nominiert und erhielt unter anderem 1954 den Kritikerpreis, 1967 das Gyldendal-Stipendium und 1970 den Doblougpreis.

## Veröffentlichungen (Auswahl)

### Norwegische Originalausgaben
- Det store veiskillet (1949)
- Hevnen hører meg til (1953)
- Det stolte nederlag (1956)
- Storm under morgenstjerne (1958)
- Opprørere ved havet (1960)
- Mannen fra utskjæret (1965)
- Fredløse menn (1967)
- Hersker og trell (1969)
- Kappløpet (1974)
- Sjøhelten (1975)
- Sønn av jord og himmel
- Gjester fra det ukjente (1980)
- Sannferdig beretning om mitt liv som løgner (1982)
- Skoggangsmann. En fortelling om Rottenikken (1984)

### Deutschsprachige Ausgaben
- Das Maß der Liebe war nicht voll. Aus dem Norwegischen von Tabitha von Bonin. Wancura, Wien und Stuttgart 1956.
- Scott, Amundsen. Wettlauf zum Pol. Aus dem Norwegischen von Monika Hack. Zsolnay, Wien und Hamburg 1976, ISBN 3-552-02802-1. (zuletzt: Frederking und Thaler, München 2002, ISBN 3-89405-151-5)